# Stefano Chiapolino
Stefano Chiapolino (Gemona del Friuli, 6 luglio 1985) è un ex saltatore con gli sci italiano.

## Biografia
Originario di  Tarvisio, in Coppa del Mondo ha esordito l'8 marzo 2003 a nella gara a squadre di Oslo, ottenendo quello che sarebbe rimasto il suo miglior piazzamento nella competizione (8°).
In carriera ha preso parte a due edizioni dei Campionati mondiali (10° nella gara a squadre a Val di Fiemme 2003 il miglior risultato), a una dei Mondiali di volo e a una dei Mondiali juniores, Sollefteå 2003 (5° nel trampolino normale il miglior risultato).
Convocato per i XX Giochi olimpici invernali di Torino 2006, non riuscì a parteciparvi a causa di una caduta che gli fece riportare varie ferite, proprio poco prima delle stesse Olimpiadi. Si ritirò nel 2007.

## Palmarès

### Coppa del Mondo
- Miglior piazzamento in classifica generale: 72º nel 2005

### Campionati italiani
- 4 medaglie:
  - 2 ori (trampolino normale nel 2002 e nel 2004)
  - 1 argento (trampolino normale nel 2003)
  - 1 bronzo (trampolino normale nel 2005)